# Геворг VI

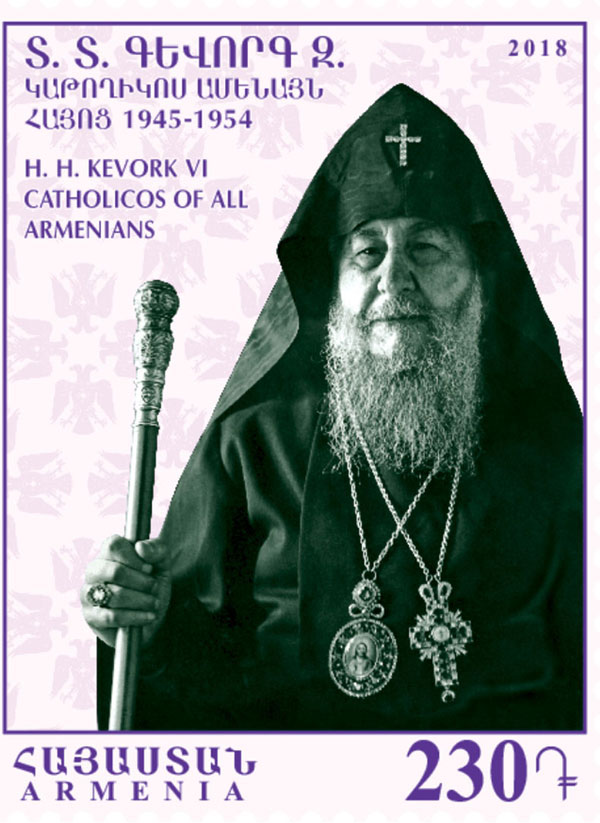
Марка Армении с изображением Геворга VI, 2018 год

Геворг VI (арм. Գևորգ Զ, в миру Геворг Хачатурович Чорекчян; 2 декабря 1868, Нахичевань-на-Дону — 26 сентября 1954, Эчмиадзин) — Патриарх и Католикос всех армян, глава Армянской Апостольской Церкви с 16 июня 1945 года по 26 сентября 1954 года. Выдающийся церковный деятель.

## Биография
Родился 2 декабря 1868 года в Нахичевани-на-Дону (ныне в черте Ростова-на-Дону) в семье слесаря. В девятилетнем возрасте поступил в духовную семинарию в Нор-Нахичеване, а в 1879-89 годах учился в духовной семинарии Геворгян в Эчмиадзине.
Учился в Лейпцигском университете, где успешно окончил университетские курсы теологии и философии, а также местную консерваторию. В 1894 году вернулся в Эчмиадзин, работал учителем музыки в духовной семинарии Геворгян, а с 1895 по 1913 год — учителем музыки, истории церкви и этики в семинарии Нор-Нахичевана. В июне 1913 года католикосом Геворгом V (Суренянцем) был рукоположён в архимандриты.
В годы Первой мировой войны принял активное участие в оказании помощи армянским беженцам.
В 1917 году рукоположён во епископа. В 1921—1927 годы — экзарх ААЦ в Грузии.
В 1924 году после преобразования Священного Синода ААЦ в Верховный Духовный Совет стал его членом.
В 1926 году возведён в сан архиепископа.
В 1931 году выдвигался на выборах на пост Католикоса всех армян, но не был избран.
В 1937 году католикос Хорен I назначил архиепископа Геворка своим заместителем — Местоблюстителем Первосвятительского престола святого Григория.
В 1938—1945 годы руководил делами Армянской Церкви; с апреля 1941 года носил титул Генерального викария Эчмиадзинского Католикосата, утверждённый Национальным церковным собранием.

В Великую Отечественную войну епископ отличился при создании танковых подразделений «Давид Сасунский» и «Генерал Баграмян».
Глубокочтимый Иосиф Виссарионович!
Под Вашим гениальным руководством и Божьей милостью Красная Армия победоносно громит кровожадного ненавистного врага, изгоняя его с нашей священной земли. В рядах Красной Армии вместе с другими народами СССР сражаются с врагами нашей Родины и сыны армянского народа.
Исполняя свой долг перед Родиной, молюсь Всевышнему о победе советского оружия и для ещё большего усиления мощи славной Красной Армии и ускорения окончательного разгрома врага Эчмиадзинский католикосат вносит в фонд строительства танковой колонны имени Давида Сасунского драгоценную панагию, украшенную бриллиантами, и другие драгоценности из платины и бриллиантов стоимостью свыше 800 000 рублей, тысячу английских фунтов стерлингов и 50 000 рублей. Прошу Вашего распоряжения об открытии специального счёта в Госбанке СССР.
Одновременно специальным посланием обращаюсь ко всем верующим армянам мира об участии своими сбережениями в строительстве танковой колонны имени Давида Сасунского. Вполне уверен, что как местные, так и зарубежные армяне откликнутся на наше пастырское послание, организуя вл всех армянских колоннах комитеты помощи Красной Армии и пострадавшему населению, которые собрали и послали свыше 15 000 долларов и в настоящем продолжают свою деятельность.
Дорогой Иосиф Виссарионович, примите наше благословение и привет верующих армян и духовенства.
Народом избранный заместитель католикоса всех армян архиепископ Геворг ЧЕОРЕКЧЬЯН
Ереван
Прошу передать верующим армянам и духовенству Эчмиадзинского католикосата, внесшего средства на строительство танковой колонны имени Давида Сасунского, — мой привет и благодарность Красной Армии.
Указание об открытии специального счёта в Госбанке СССР дано.
И. СТАЛИН
Газета «Известия», 22 января 1943 года. 
3 апреля 1945 года обратился к Сталину с просьбой разрешить восстановление Эчмиадзина, открытие Эчмиадзинской семинарии, создание Духовной академии и типографии, издание журнала, возвращение храмов и открытие счёта в госбанке. 19 апреля состоялась личная встреча Сталина, Молотова и главы совета по религиозным культам Ивана Полянского с архиепископом Геворком (Чорекчяном), на которой Сталин, «выслушав… доклад о ряде нужд Св. Эчмиадзина,… дал этим вопросам положительное разрешение».

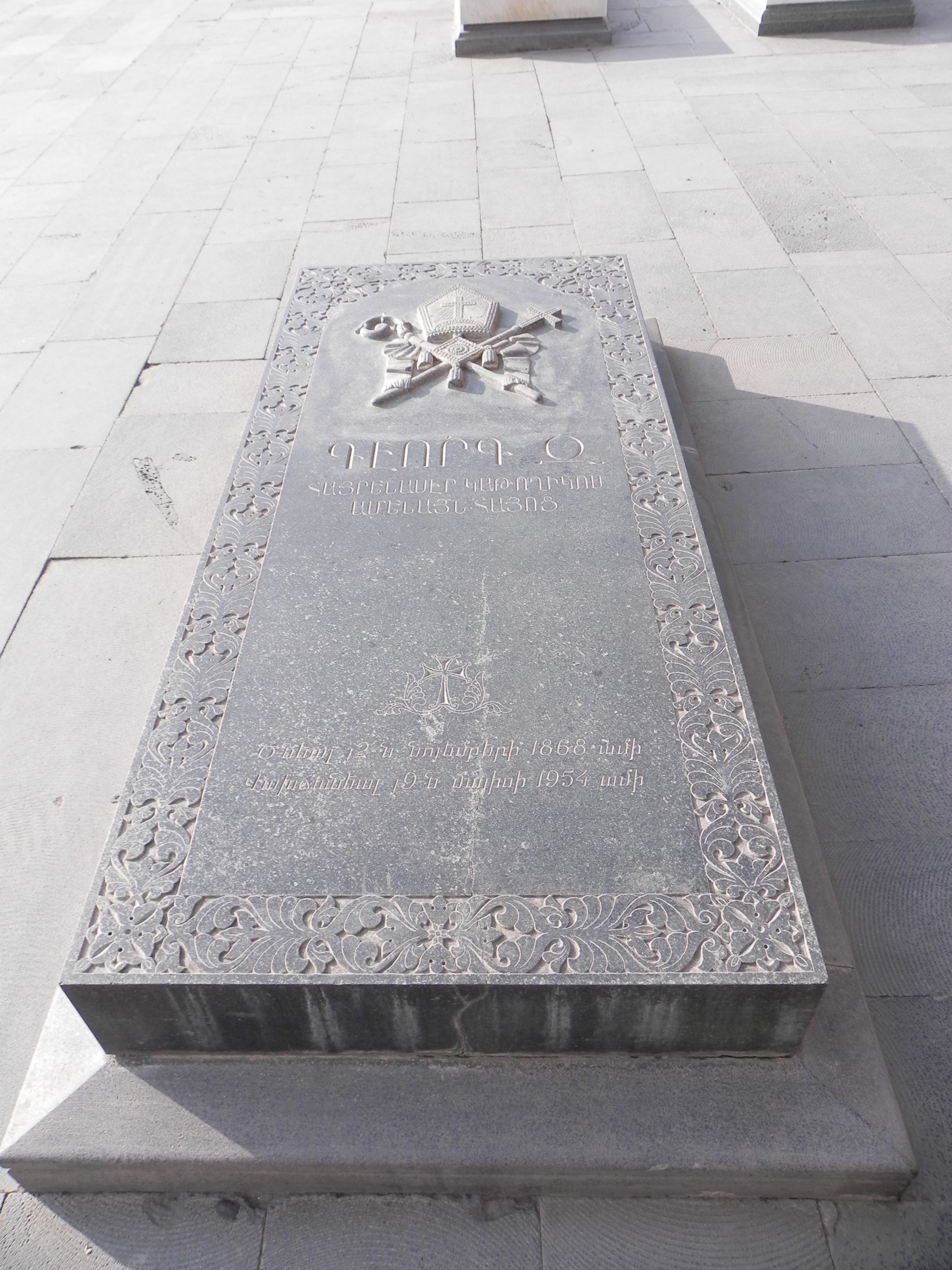
Надгробная плита Геворга VI на территории Эчмиадзинского кафедрального собора

В июне 1945 года в Эчмиадзине состоялся Собор Армянской Апостольской Церкви. В докладе архиепископа Геворга (Чорекчяна) о четырёхлетней деятельности руководства Церкви было отмечено, что «в политическом отношении Св. Эчмиадзин, а вместе с ним и Армянская церковь проявляли такое же теплое и доброжелательное отношение к нашему Государству, какое они видели с его стороны». В материалах Собора Сталин именовался «Великим Человеком нашей страны и всего мира», а также ставился акцент на том, что «Отечественная война… дала блестящую возможность доказать преданность армянского народа своей общей Родине и нерушимую дружбу его с великим русским народом». 16 июня на том соборе был избран католикосом. В том же году был награждён медалью «За оборону Кавказа».
В 1945 и 1947 годах обращался с посланиями к правительствам СССР, США и Великобритании с просьбой о содействии в возвращении армянам территорий Западной Армении, контролируемых Турцией (см. территориальные претензии СССР к Турции).
Приветствовал открывшийся в апреле 1947 года в Нью-Йорке Всемирный армянский конгресс.
Большое внимание уделял процессу сближения Армянской Церкви и Русской православной церкви. В 1948 году присутствовал в Москве на торжествах по случаю 500-летия автокефалии РПЦ, принял активное участие в Совещании Глав и Представителей Автокефальных Православных Церквей. В 1952—1953 году по поручению католикоса в Московскую Духовную Академию были командированы 8 архидиаконов Армянской Церкви для получения опыта, изучения православного богословия и жизни Русской Церкви.
Скончался 9 мая 1954 года. Похоронен во дворе Кафедрального собора в Эчмиадзине.